# Asamblea Popular de los Pueblos de Oaxaca
La Asamblea Popular de los Pueblos de Oaxaca (APPO), es un conjunto de organizaciones sociales unificadas después de un intento de desalojo de profesores en protesta, por parte del gobierno estatal en la capital de Oaxaca, México. Fue constituida entre los días 17 y 21 de junio de 2006. La APPO acusa al gobernador oaxaqueño Ulises Ruiz Ortiz entre otras cosas, de malversación de fondos para apoyar la campaña presidencial de Roberto Madrazo Pintado (candidato del PRI, partido al que también pertenece, a la presidencia de la República en el año 2006) y de fraude electoral además de asesinatos a sus dirigentes y la fabricación de delitos ficticios a los simpatizantes para encarcelarlos, exigiendo así, la renuncia del primero para finalizar sus manifestaciones y llegar a un acuerdo sobre la situación educativa de la entidad.[cita requerida]

## Orígenes
La APPO es un conjunto de más de trescientas organizaciones que se agruparon para apoyar las demandas laborales de la Sección 22 del Sindicato Nacional de Trabajadores de la Educación (SNTE), que agrupa a los maestros y trabajadores del sistema educativo nacional. La Sección 22 del SNTE (cuya dirigencia se identifica con la disidencia magisterial de la Coordinadora Nacional de Trabajadores de la Educación), solicitaba el 1 de mayo del 2006, el aumento a los salarios de los trabajadores de la educación en el estado de Oaxaca y su rezonificación, acciones que competen al Gobierno Federal y no a los gobiernos de los estados. Como cada año, desde hace 30, los profesores declararon una huelga que puso en peligro la conclusión del ciclo escolar 2005-2006 en el estado. Después vino el desalojo que fue frustrado por los huelguistas en un enfrentamiento con la policía estatal, lo que derivó en más tensión y aplazamiento del reinicio de clases. Tiempo después fue que la APPO se unió a estas causas, modificando las prioridades del pliego petitorio, teniendo entre otras exigencias, la inmediata destitución del gobernador o su renuncia.

## Reseña histórica
En mayo de 2006 después de los enfrentamientos, la Sección 22 del SNTE desconocíó a Ulises Ruiz como interlocutor válido, en el contexto de la cancelación del diálogo para resolver las demandas, en la que pedían un aumento de salario, estallando la huelga el 22 de mayo en todas las escuelas públicas de Oaxaca. El día 18 de ese mismo mes, Moisés Cruz, militante perredista y líder de la Red Internacional de Indígenas Inmigrantes Oaxaqueños fue asesinado en San Juan Mixtepec, en la región Mixteca del poniente del estado.
Así, la APPO convocó a numerosas manifestaciones por las principales calles de la capital oaxaqueña, logrando reunir a más de 800 mil personas, muchas de ellas perteneciente a grupos radicales de otros lugares de México y otros países, siendo el reclamo principal la renuncia del gobernador. En julio del 2006, la APPO boicoteó la Guelaguetza con el argumento de que se trataba de una festividad popular y no debería cobrarse por asistir. El Auditorio Guelaguetza (escenario de estas fiestas), fue destruido e incendiado,  Archivado el 26 de junio de 2015 en Wayback Machine.  deslindándose del hecho la APPO y la sección 22 del SNTE. Finalmente, la APPO organizó una "Guelaguetza Popular" que se llevó a cabo en el Instituto Tecnológico de Oaxaca, con la participación de varias delegaciones del estado que originalmente participarían en la conmemoración oficial.
Se ocuparon por la fuerza y con violencia medios de comunicación estatal (como el Canal 9) y los universitarios cedieron el espacio de la estación de Radio de la Universidad Autónoma Benito Juárez de Oaxaca (Radio Universidad). La televisora y las estaciones de radio fueron utilizadas por la APPO para organizar el movimiento y difundir información sobre el curso de las circunstancias. Las sedes de estos medios de comunicación fueron atacadas en varias ocasiones a tiros y sus transmisiones, saboteadas.
Simpatizantes de la APPO han sido asesinados en diversas regiones del estado, especialmente en la región Mixteca, la más pobre del estado y una de las más pobres de México. En Jamiltepec por ejemplo, fueron asesinados tres indígenas [pueblo triqui|triqui]]s pertenecientes al Movimiento Único de Liberación Triqui Independiente (MULTI). En la entidad, dos manifestaciones han sido recibidas con disparos por agentes de la policía estatal, causando la muerte de un miembro de la Asamblea en cada suceso. Asimismo, se ocuparon varias alcaldías como Zaachila
, Miahuatlán de Porfirio Díaz, Santa Cruz Amilpas. En agosto del 2006, miembros de la APPO tomaron la caseta de cobro de Huitzo (municipio de Telixtlahuaca) y permitieron el paso libre por ese puesto de peaje de la autopista que comunica Oaxaca de Juárez con Puebla de Zaragoza.
En septiembre del mismo año, la APPO formó una caravana que se trasladó desde Oaxaca hasta llegar el 9 de octubre a la Ciudad de México, para asentarse a las afueras de la sede del Senado de la República, la marcha duró 19 días. Mientras tanto, los gobernadores y la dirigencia del PRI refrendaron su apoyo a Ulises Ruiz Ortiz, gobernador de Oaxaca. Las organizaciones empresariales declararon paro de actividades en diversas ocasiones, disminuyendo en ellas cada vez más la participación de los comercios.
Existieron mesas de diálogo entre el Gobierno Federal, el Gobierno de Oaxaca y la APPO. Como fruto del diálogo, el 26 de octubre de 2006, la APPO y la Sección 22 del SNTE, habían acordado reanudar clases en las escuelas públicas, canceladas desde cinco meses atrás. Sin embargo, los sucesos ocurridos a partir del 27 de octubre (expuestos enseguida) frenaron las negociaciones.
Al 17 de noviembre de 2006, los reportes de la APPO reportaban un total de 17 muertos y alrededor de cuarenta detenidos, como resultado de los enfrentamientos con la Policía Federal Preventiva.

## Intervención de las fuerzas federales en Oaxaca

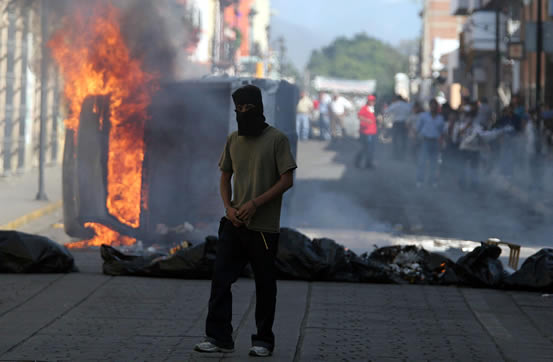
Conflicto en Oaxaca entre la APPO y la PFP

Desde la última semana de octubre de 2006, se había reportado la movilización de cuerpos militares en la Sierra de Juárez, en el norte del estado.
El 27 de octubre, en un enfrentamiento entre policías ministeriales y preventivos contra miembros de la APPO hubo un fuerte conato de violencia cerca del municipio de Santa Lucía del Camino. En la trifulca murió el periodista estadounidense Brad Will, del Centro de Medios Independientes y otros tres simpatizantes, además de veintitrés heridos. El 28 de octubre de 2006 fueron consignados ante el Ministerio Público cuatro funcionarios y Pedro Carmona, un expresidente vecinal del municipio de Santa Lucía del Camino, por su presunta participación en el homicidio del reportero. El 15 de noviembre la procuradora de justicia de Oaxaca, Lizbeth Caña aseguró que el periodista fue asesinado de manera dolosa por miembros del grupo con el que se encontraba: los dispararon fueron hechos a corta distancia (lo que está comprobado por destacados peritos) y, en los noticieros nacionales, se pudo ver que activistas de la APPO se llevaron vivo al periodista a bordo de un automóvil blanco supuestamente para ser atendido; no obstante, poco después lo entregaron con otros disparos y muerto. Ante estas declaraciones de la procuradora Caña, Amnistía Internacional ha solicitado un peritaje externo, basados en el testimonio del médico que recibió a Bradley en el hospital. Cabe señalar que la misma Lizbeth Caña Cadeza había mentido antes declarando que el mecánico José Jiménez Colmenares habría muerto durante una riña por orinar en el estacionamiento de una bodega, declaraciones que luego fueron desmentidas por PGJE y reafirmando que fueron francotiradores paramilitares los asesinos.

Tras la ola de violencia e inseguridad que se vivía la mañana del 28 de octubre, Vicente Fox dio orden a la Policía Federal de intervenir en Oaxaca. El gobierno exigió a los miembros de la APPO, la entrega de la capital oaxaqueña a lo que la APPO se negó rotundamente, apelando al diálogo con la Secretaría de Gobernación, instancias a la que le compete resolver estos conflictos. Ante los actos de violencia, no se reanudaron las clases en las escuelas públicas, siguiendo suspendidas desde hace cinco meses.
El 29 de octubre de 2006 por la mañana, la Policía Federal Preventiva (PFP) entró con tanquetas antimotines a la ciudad de Oaxaca desde dos puntos: por la carretera México-Oaxaca y desde la base militar de Santa Lucía Ixcotel. Algunos grupos de ciudadanos antagónicos a la APPO celebraban la entrada de las fuerzas federales y pedían la permanencia de Ulises Ruiz Ortiz, aunque otros se manifestaron en desacuerdo. La PFP al intentar disolver la manifestación utilizó toletes, gas lacrimógeno y chorros de agua a lo que la APPO respondió con bombas molotov. La PFP quitó las barricadas de la APPO en el centro de la ciudad, a lo que los miembros de la Asamblea Popular respondieron incendiando autobuses y replegándose a Ciudad Universitaria de la Universidad Autónoma Benito Juárez de Oaxaca. En esta jornada, la CNDH reportó un saldo de dos muertos, varias decenas de heridos, así como varios miembros de la PFP heridos con quemaduras en la piel. Otras fuentes reportaron tres muertos, un número incalculado de heridos y la detención de aproximadamente cincuenta simpatizantes de la APPO. La noche del 29 de octubre, la Secretaría de Gobernación, por medio de su titular, Carlos Abascal había negado que hubiera muertos en el asalto de la PFP a las posiciones de la APPO.
El 2 de noviembre hubo un enfrentamiento violento entre miembros de la APPO y la PFP en las calles afuera de la UABJO, miembros de la PFP intentaron entrar a las instalaciones de la UABJO. Fueron repelidos por los miembros de la APPO.   Según la Secretaría de Seguridad Pública de la Federación, la Policía Federal Preventiva no tenía intenciones de tomar la Ciudad Universitaria de Oaxaca. En un comunicado de prensa informa que Los elementos de la Policía Federal Preventiva han retirado los vehículos y demás barricadas que impedían los accesos y comienzan a limpiar las calles para restablecer el libre tránsito de vehículos y personas y seguir contribuyendo al restablecimiento del orden y la paz pública en la ciudad 
El 5 de noviembre la SEDENA informó que nueve encapuchados secuestraron, interrogaron y golpearon, durante tres horas, a un teniente y a un cabo que circulaban en las inmediaciones de la ciudad universitaria de Oaxaca, la cual estaba bajo control de integrantes de la APPO.  Archivado el 10 de septiembre de 2007 en Wayback Machine. 
La PFP cuenta en su poder con diversas órdenes de aprensión giradas a partir de las investigaciones de la Procuraduría del estado de Oaxaca, contra los líderes de la APPO por haber ocasionado daños a los inmuebles y vehículos durante diversos actos de violencia, en el centro de la ciudad de Oaxaca.  Archivado el 27 de septiembre de 2007 en Wayback Machine..
El 29 de noviembre fueron retiradas las últimas barricadas de la APPO, de la misma manera la barricada que bloqueaba la entrada a Radio Universidad a lo cual no hubo resistencia por parte de los universitarios que se encontraban en el lugar de los hechos.   (enlace roto disponible en Internet Archive; véase el historial, la primera versión y la última).
El 4 de diciembre del 2006, cuando fue invitado a dialogar con la secretaría de gobernación, fue detenido Flavio Sosa, uno de los 264 consejeros de la APPO por medio de una orden de aprehensión librada por un juzgado federal por los delitos de sedición, ataques a las vías generales de comunicación e incitación a la violencia. En esa ocasión también fueron detenidos los activistas de la APPO Marcelino Coache Verano, Horacio Sosa Villavicencio e Ignacio García Maldonado.   (enlace roto disponible en Internet Archive; véase el historial, la primera versión y la última).

## Las Mujeres de APPO

### Radio Cacerola
Parte de las mujeres del estado de Oaxaca se juntaron a la rebelión de APPO en el verano de 2006. Las mujeres de APPO hicieron un papel muy importante en las manifestaciones que acontecieron. La mujer oaxaqueña ha reconocido su derecho a organizar, participar, y dar voz a los problemas políticos y sociales que se experimentan en los pueblos oaxaqueños.

Soy una mujer nacida en Oaxaca de sangre zapoteca y mixteca.  Nuestra misión como mujeres es crear, educar, communicar y participar.  Por eso estamos aquí ocupando la radio y la televisión estatal…Somos muy parecidas a la gente humilde, sincera y trabajadora de mi estado.  Desde el campo hasta la ciudad, nosotras las mujeres oaxaqueñas estamos cansadas de cargarnos solas de la represión que estamos experimentando de la larga lista de personas que nos han gobernado y de nuestro gobernador actual, Ulises Ruiz…Aunque la gente que lee esto esté lejos, estamos viviendo esta realidad cruda de represiones y una situación imposible.  Salimos a las calles el primer día de agosto para decir a Ulises Ruiz que él tenía que marcharse de Oaxaca.  Somos mujeres que usualmente no tenemos una voz porque somos morenas, somos bajas, somos gordas, y ellos no creen que representemos la gente, pero sí la representamos.  Somos el rostro de Oaxaca…Es una lástima que el gobierno no reconozca el valor, la grandeza, y el corazón de las mujeres que están presentes.  Estamos aquí porque queremos un México libre, un México democrático y ya hemos tenido bastante…Ellos tendrán que llevarnos de aquí muertas, pero vamos a defender la estación de la radio y de la televisión.
Stephen, Lynn pg 2

Las participantes en APPO y en la huelga de Sección 22 pudieron organizar su propio festival que se llamaba ‘Guelaguetza’. Los cuatro previos años, tomaron lugar otras protestas sobre este festival. Este mismo festival celebra la cultura diversa de Oaxaca con música, juegos, y varias actividades pero mucha gente no podía participar por el precio de la entrada. En el verano de 2006, un boicoteo, bajo el liderazgo de APPO, tuvo éxito en cancelar la ‘Guelaguetza Oficial’ patrocinada por el gobierno de Ulises Ruiz Ortiz. En su lugar, los maestros y las maestras organizaron su propia versión de tal ‘Guelaguetza’ y la gente oaxaqueña, incluyendo los cabecillas de las comunidades indígenas, participó y no se le cobró nada para entrar.
De esa manera, las mujeres empezaron a salir de la casa y participar en lo que estaba pasando en la capital de Oaxaca en aquel verano de 2006. Cansadas y hartas de no tener una voz y no ser representadas en los asuntos de Oaxaca, las mujeres de diferentes clases y etnicidades se reunieron para involucrarse y hacerse parte de los asuntos de Oaxaca. ‘La Marcha de Las Cacerolas’ comenzó ese primer día de agosto de 2006. Se dio ese título por las ollas y las cacerolas que usaban las mujeres para producir más ruido en las calles. Las mujeres salieron de la casa y de sus trabajos para exigir la salida del gobernador Ulises Ruiz Ortiz. La marcha iba a llevar a las mujeres al zócalo de Oaxaca, pero las emociones y la euforia las llevaron a las instalaciones de la Corporación Oaxaqueña de Radio y Televisión (CORTV). Las mujeres esperaban tener un espacio libre y algún tiempo en la radio para hablar de su verdad acerca de lo que estaba ocurriendo en Oaxaca. La radio hasta entonces había sido una parte de la propaganda y control del gobierno de Ulises Ruiz Ortiz, pero supuestamente era una institución pública y para la gente. Las mujeres, en vez de solicitar una hora para hablar en la radio, decidieron tomar posesión de la radio y la televisión.
A través de las siguientes semanas, las mujeres dieron un espacio libre en la radio al pueblo oaxaqueño para hablar de los problemas con Ulises Ruiz Ortiz y su gobierno corrupto. Desde la madrugada hasta el anochecer, esta forma de medio de comunicación estatal se convirtió en la voz verdadera del pueblo oaxaqueño. Todo mundo oaxaqueño desde la asociación de los taxistas hasta los vecindarios que estaban denunciando a un oficial público y los granjeros de vegetales que estaban hartos de un alcalde corrupto podían hablar de los problemas y las quejas que tenían a través de la radio. Cuando la APPO necesitaba juntar a los partidarios y apoyar a la gente que estaba ocupando más de veinte edificios gubernamentales, lo hacía a través de la ‘Radio Cacerola’.
Después de su ocupación de la radio, las mujeres de la Sección 22 y la APPO crearon la Coordinadora de Mujeres de Oaxaca, Primero de Agosto (COMO). Salieron de Oaxaca y se fueron a la Ciudad de México. Cuando regresaron, los paramilitares estatales habían disparado la torre de transmisión, así que las mujeres tomaron y ocuparon otra estación de radio que se llamaba ‘La Ley’ que ellas mismas transformaron a ‘La Ley del Pueblo’. Los esfuerzos de las mujeres dentro de la APPO y COMO muestran que los intereses estatales y locales deben incluir la voz de la mujer. Las mujeres ya se han formado organizaciones y ya se han participado en manifestaciones en Oaxaca. Su participación en tal movimiento social provee prueba concreta de que las mujeres ya están al frente de la lucha por ciertos derechos y privilegios que ya deben tener como ciudadanas del pueblo oaxaqueño y mexicano.

## Papel de los medios
Un importante aspecto de esta asamblea, su lucha y sus contrarios es el papel de los distintos medios de comunicación tantos oficiales como alternativos. En las versiones de la propia APPO los primeros ejercen una labor de ocultamiento y desinformación sin precedentes a tal punto que la información con referencias y explicaciones ha sido casi imposible de obtenerla sino es por Internet. En los medios corporativos, con nexos políticos tanto en el interior de México como en el extranjero, existe una postura casi frontal en contra de la APPO ya que se publican solo noticias muy cortas, confusas, y usualmente sesgadas en pos de volcar la opinión pública en contra de la Asamblea Popular, y con ello, expresa la APPO y sus simpatizantes, se desvirtúa y vacía de contenido las reivindicaciones de la Asamblea y el Magisterio.
Sin embargo existen medios solidarios con la APPO como lo es La Jornada, así como el sitio oficial de la APPO, el sitio el EZLN, la red global Indymedia, algunas otras redes de periodismo alternativo y contrainformación, más una serie de sitios de internet y weblogs particulares; en muchos casos estos medios tienen emisiones en vivo donde se ha informado todo lo referente a la APPO. Periodistas como Joaquín López Dóriga han abierto sus espacios nacionales a líderes de la APPO como Flavio Sosa, para dar su versión de su historia, sus ideas y sus mensajes.
Algo que caracterizó y dio resistencia a la lucha de la APPO, y que tiene que ver con el papel de los medios de información, fue la toma de los mismos para romper con el cerco mediático que permeaba en el estado de Oaxaca y a nivel internacional. La toma de las radios comerciales dio origen a radio plantón, lo cual fue motor de la lucha en las calles ofreciendo información veraz a la ciudadanía, posteriormente las radios de este modelo han florecido en el estado de oaxaca, cumpliendo la misma función de informar verz y oportunamente al pueblo.

## Personajes relacionados con el conflicto
Ulises Ruiz Ortiz, entonces gobernador del estado. Jorge Franco Vargas fue su secretario general de Gobierno.
Lizbeth Caña Cadeza fue procuradora de Justicia de Oaxaca, señalada en investigaciones de la SIEDO por presunta participación en grupos policíacos ilegales dedicados a perseguir opositores, conocidos como las "Caravanas de la muerte"; la funcionaria, a su vez, culpó de ello a los entonces secretario de Protección Ciudadana, Lino Celaya Luría, y director de la Policía Ministerial, Manuel Moreno Rivas.
Enrique Rueda Pacheco, secretario general de la sección 22 del Sindicato Nacional de Trabajadores de la Educación (SNTE-CNTE).
La doctora Bertha Muñoz, académica, fue integrante del Consejo de la APPO. Dio voz al movimiento social a través de los micrófonos de Radio Universidad. Acusada de sedición, asociación delictuosa e incendio, amenazada de muerte ella y su familia, permaneció en el exilio cerca de dos años.
Uno de los integrantes más importantes de la APPO: Gleen Christopher Cerda Guajardo, fue duramente desprestigiado por los medios de comunicación y perseguido por el gobierno de México por haber estado en unos campamentos de las FARC junto con Lucía Morett.
Entre las 213 personas que integraron el Consejo de la APPO, las más reconocidas públicamente han sido Adelfo Regino, Aldo González, Castulo López Pacheco Alejandro Cruz López, Aline Castellanos, Armando Contreras Castillo, Bertha Muñoz, César Mateos, Erangelio Mendoza González, Felipe Martínez Soriano, Flavio Sosa Villavicencio, Florentino López Martínez, German Mendoza Nube, Gervasio García Martínez, Joel Aquino, Jorge Sosa Campos, Juan Sosa Maldonado, Miguel Ángel Schultz Dávila, Raúl Gatica Bautista, Roberto García Lucero y Zenén Bravo Castellanos.
Francisco Wilfrido Mayrén Peláez, “Padre Uvi”, sacerdote católico, párroco de San Pablo Huixtepec y apoderado legal de la Arquidiócesis, participó en la Comisión de Intermediación en la primera etapa del conflicto, junto con el obispo Arturo Lona Reyes y el pintor Francisco Toledo. Posteriormente fue amenazado a través de la “Radio Ciudadana”.
Francisco Martínez Neri, entonces rector de la UABJO, en octubre de 2006 evitó la entrada de la PFP a las instalaciones universitarias.
Representantes de la APPO en las mesas de negociación con la Secretaría de Gobernación en diciembre de 2010: Zenén Bravo, Erangelio Mendoza, Gilberto Hernández y Yésica Sánchez Maya. Mediadores, Samuel Ruiz y Miguel Álvarez.
Detenidos o desaparecidos el 16 de julio de 2007: Sergio Jair Martínez Julián, Genaro Hernández Martínez, Jorge Luis Martínez, José López Martínez, Edith González, Joaquín Vicente, Jesús López Martínez, Juan Carlos Cruz, Edilberto Yescas Aguilar, Pablo Pérez Hernández, Constantino Martínez Sánchez, Saúl Martínez Pérez, Ignacio Martínez Pérez, Armando Agustín Carriedo Chávez, Carlos Jair Martínez, María de Lourdes Hernández Hernández (38 años), Patzi García Hernández (15 años), Monserrat García Hernández (13 años), Omar García Hernández, Concepción García Velasco, Rodrigo Getzemaní Martínez (15 años), Joaquín Israel Vicente Cruz, Julio Alberto Ortiz. Personas lesionadas el 16 de julio de 2007: Emeterio Cruz, Alfredo García López (abogado del Comité 25 de Noviembre), César Grijalva, profesora Elvira “N”, Rodolfo “N”.

## Crítica

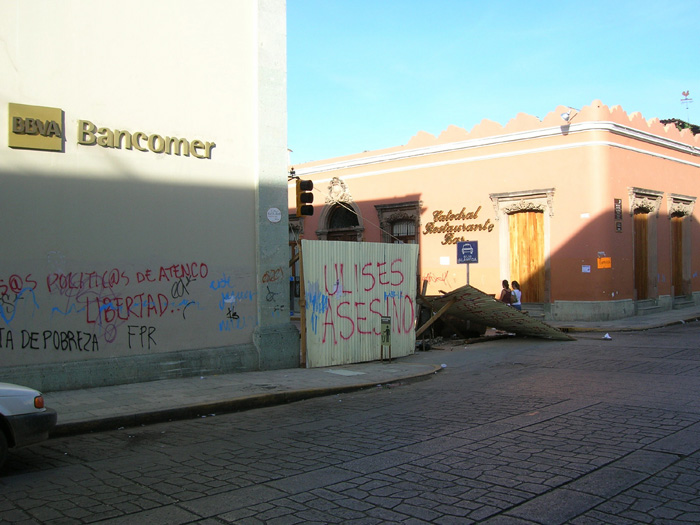
Barricada y pared pintada por la APPO

Desde que el conflicto inició, la ciudad de Oaxaca se encuentra pintada con graffiti, con lemas que entre otros mensajes exigen la salida de Ulises Ruiz Ortiz de Oaxaca.
En julio simpatizantes de la APPO impidieron que se realizará el festival tradicional de la Guelaguetza destruyendo y quemando las tarimas en las cuales se iba a llevar a cabo este festival.
 La APPO oficialmente se deslindó de este hecho y en su lugar organizó una Guelaguetza Popular.
Integrantes de la APPO han tomado a lo largo del conflicto estaciones de radio y una televisora de manera ilegal, argumentando que si no les permitían dirigir mensajes a la población, las instalaciones serían ocupadas a la fuerza para "contrarrestar la cobertura tendenciosa y parcial" que a su parecer estaban haciendo los grandes medios sobre el conflicto.
Un grupo numeroso de padres de familia se ha opuesto a las demandas de los grupos magisteriales que forman parte de la APPO argumentando que cada año los maestros piden más salarios, más días de vacaciones, más aguinaldo y menos trabajo, que los maestros tienen 3 meses de aguinaldo, muy por encima de lo que la Ley federal del trabajo establece en el artículo 87 que es de 15 días, que tienen vacaciones de casi 3 meses cuando la Ley Federal del Trabajo en el artículo 76 exige 6 días se quejan de la impresión que los alumnos tienen de sus maestros, que no pueden salir de sus casas después de las 8pm porque la ciudad se encuentra sitiada, e incluso se han manifestado como último recurso por el uso de la fuerza para solucionar este problema.
Uno de los principales sectores de la economía local que se han visto perjudicados con el conflicto entre el gobierno estatal y la APPO ha sido el turismo. Sus pérdidas son calculadas en miles de pesos. Desde el principio del conflicto, casi 1 millón 300 mil alumnos permanecieron sin clases por medio año, antes de la apertura de la mayoría de las escuelas en noviembre del 2006. Algunos padres de familia y maestros retirados han hecho esfuerzos para corregir esto, como inscribir a sus hijos en escuelas de estados vecinos o impartir los cursos ellos mismos. Mientras que aquellos padres de familia miembros de la APPO, han sellado las puertas de varias escuelas para impedir este procedimiento alterno.  Archivado el 26 de junio de 2015 en Wayback Machine.
Los gobiernos de los Estados Unidos y de diferentes países de Europa [cita requerida] han llamado a sus ciudadanos para que eviten viajar a Oaxaca debido a este conflicto. Situación que se intensificó a raíz de la entrada de la Policía Federal Preventiva a la capital del estado de Oaxaca. Sin embargo, lo anterior se pudo haber hecho extensivo hacía todo el país si se hubiese formalizado la creación de la Asamblea Popular de los Pueblos de México (APPM) un proyecto de constitución que pretendía aglutinar a representantes de diversos puntos del país que pugnaban por el poder popular nacional.